# 索爾諾克猶太會堂

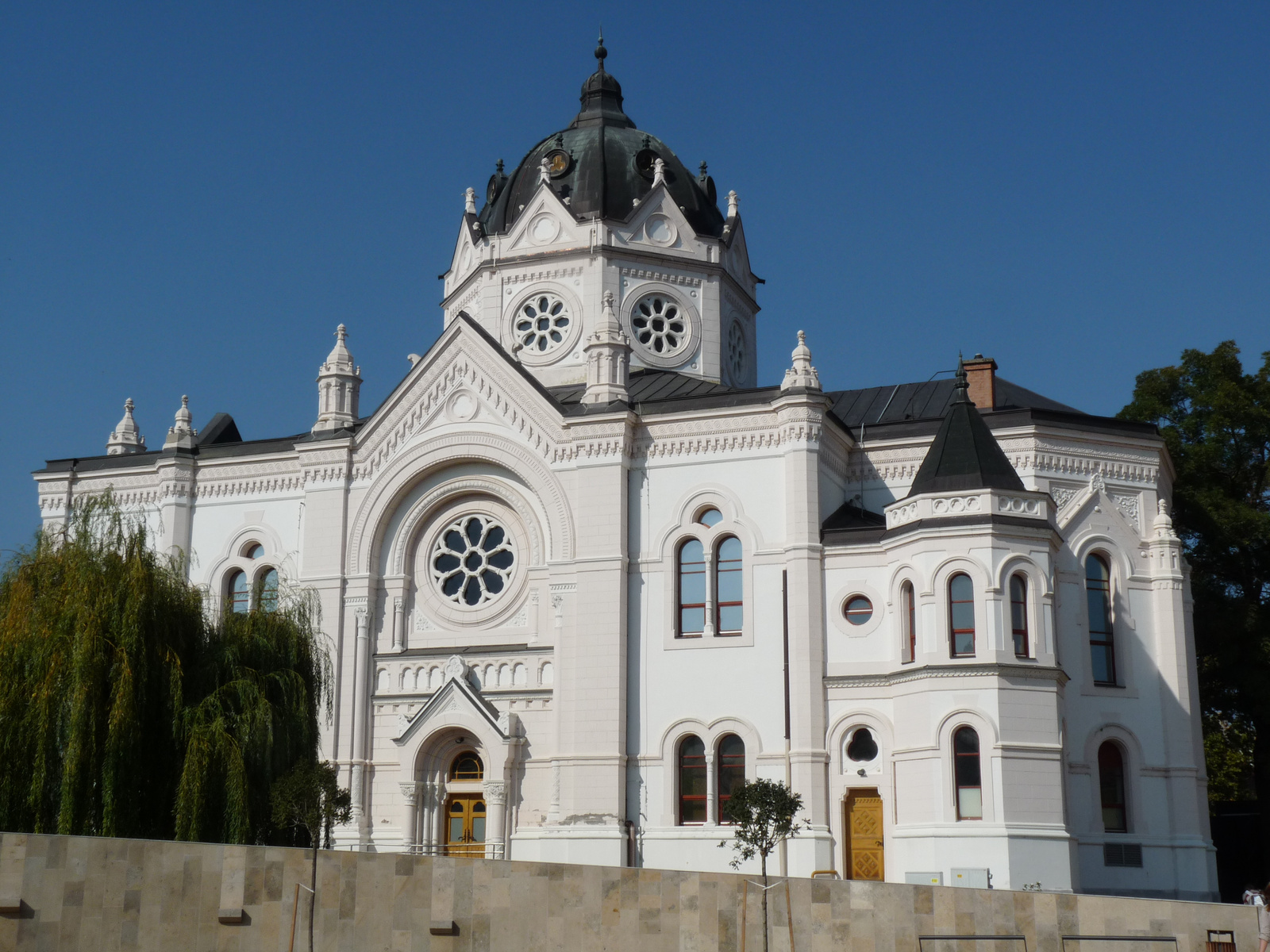

索爾諾克猶太會堂（Szolnok Synagogue）是匈牙利城市索爾諾克的一座建築，曾作為猶太會堂使用，現作為美術館使用。這座建築的設計者是Lipót Baumhorn，竣工於1898年。